# حوزه انتخابیه پانزدهم کالیفرنیا
حوزه انتخابیه پانزدهم کالیفرنیا یک حوزه انتخابیه مجلس نمایندگان آمریکا است که در ایالت کالیفرنیا قرار دارد.